# Афгансько-німецькі відносини

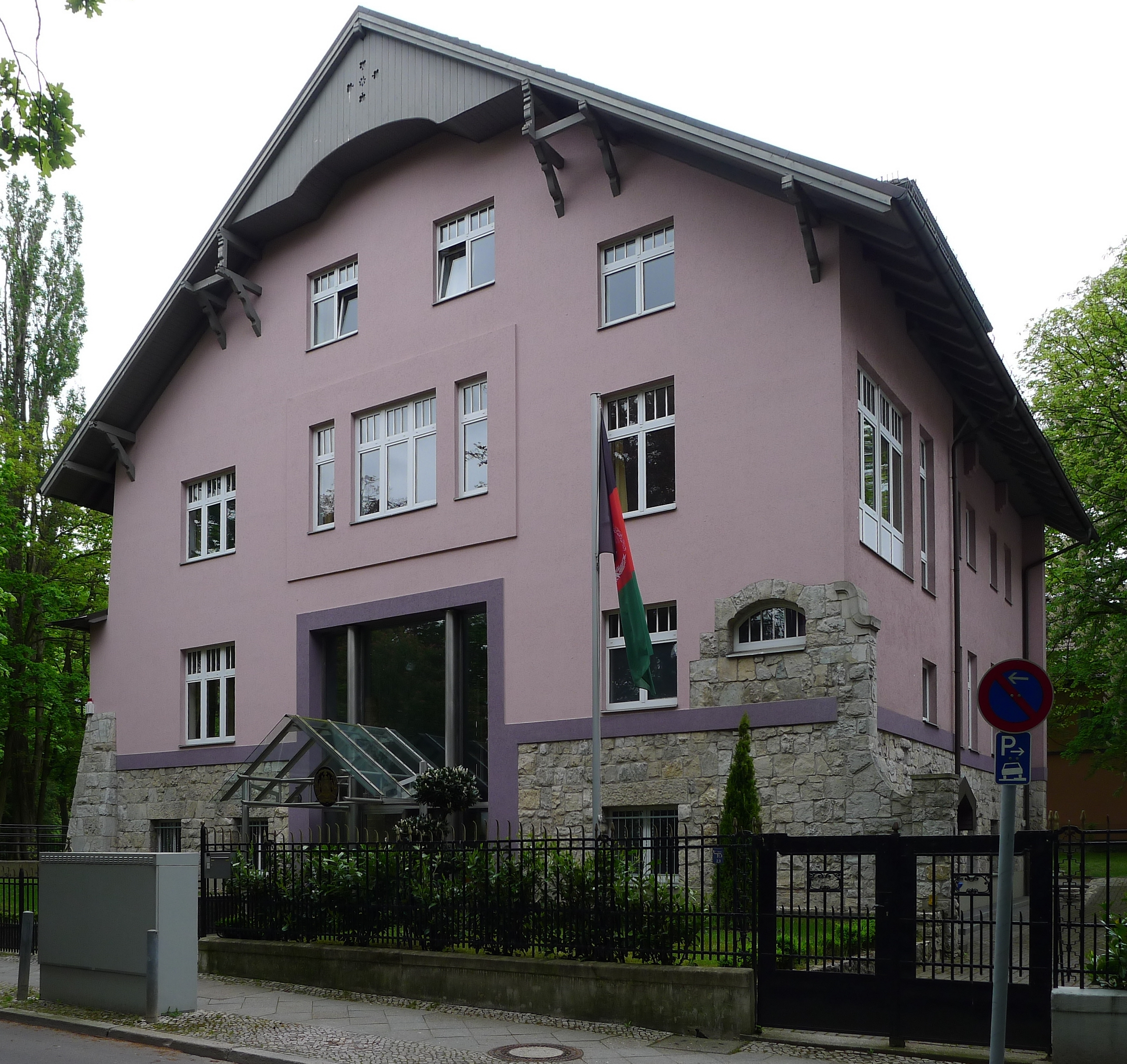
Посольство Афганістану в Берліні, Німеччина.

Відносини між Афганістаном і Німеччиною сягають кінця 19-го століття і історично були міцними. У 2016 році відзначалося 100 років «дружби», яку президент Афганістану назвав «історичними відносинами».

## Історія

### Таємні стосунки під час британського непрямого колоніального панування
Гандомакський договір (26 або 30 травня 1879 року) і Договір про лінію Дюрана скасували попередню угоду від 1893 року про 2640 кілометрів (1640 миль) пористого кордону між Британською Індією (нині Пакистан) і Афганістаном. В результаті цього договору Британія отримала повний контроль над зовнішньою політикою Афганістану від короля Афганістану. Німеччина, як суперник Великої Британії, могла лише за допомогою таємних місій та експедицій зменшити британський вплив в Афганістані.
Інженер Гебхард Фляйшер, якого в Кабулі прозвали німецьким Джеймсом Бондом, був інженером компанії Krupp, німецького виробника зброї. У 1893 році він відвідав Кабул і приватно зустрівся з королем Абдур-Рахман-ханом. За наказом короля він розширив афганські збройові компанії Maschin Khana (Будинок машин) і Tupkhana (Гарматний дім). Невідомо, чи знав уряд Британської Індії про цю подорож. Пізніше, у 1904 році, інженери Круппа були загадково вбиті. Адамек пише:
Першим відомим німцем, який проживав у Кабулі, був Готліб Фляйшер, працівник Krupp Stellworks з Ессена, Німеччина, який у 1898 році за контрактом з Аміром Абдул Рахманом розпочав виробництво боєприпасів та зброї на новозбудованому заводі (mashin Khana) в Кабулі. Він був убитий у листопаді 1904 року поблизу кордону під час подорожі до Індії.

### Договір про торгівлю і дружбу 1916 року
Відносини між Німеччиною та Афганістаном розпочалися ще до Першої світової війни. Відносини між цими двома країнами історично були дружніми.
Друга німецько-афганська зустріч Хабібулли Хана з німецькою делегацією у складі 23 осіб відбулася у 1915 році. Основним наміром цієї делегації було послабити британський вплив в Афганістані в рамках експедиції Нідермаєра-Гентіга. Однак під час цієї експедиції у 1916 році було укладено дружню торговельну угоду. Торговий договір був укладений, попри те, що між цими країнами існували попередні дипломатичні відносини. Згідно з договором від 24 січня 1916 року, німецькій делегації уряду Афганістану було обіцяно 100 000 гвинтівок і 300 гармат.
Договір про дружбу було укладено 3 березня 1926 року. З визнанням послів в обох країнах. У 1926 році було ратифіковано попередній договір про дружбу і торгівлю від 24 січня 1916 року.

### Дипломатичні відносини та акредитація консула
Перший візит афганської делегації до Німеччини відбувся у 1922 році, коли делегація прибула до Берліна для переговорів про дипломатичні, торговельні та культурні відносини. У відповідь Німеччина направила до Афганістану доктора Фріца Гроббу в 1932 році. Перший рік він працював консулом у Кабулі, виконуючи функції фактичного німецького посольства, до 1926 року, а потім керував роботою послів у Кабулі. «Посольство», яке називалося дипломатичним представництвом і резиденцією повноважного міністра, було розташоване в Кабулі біля садів Бабура. Афганський король Аманулла Хан відвідав Німеччину 22 лютого 1928 року, де зустрівся з президентом Веймарської республіки Паулем фон Гінденбургом.

### 1930-ті роки та воєнний період
У 1935 році Афганістан встановив тісні зв'язки з Німеччиною, тепер уже під владою Адольфа Гітлера, формуючи важливі економічні та технічні зв'язки і шукаючи альтернативу своєму історичному становищу спірної території між СРСР і Великою Британією. У цей період Німеччина збільшила обсяги комерційних операцій в Афганістані: було налагоджено щотижневе авіасполучення між Берліном і Кабулом, а Організація Тодта здійснювала нагляд за великими інфраструктурними проєктами в країні.
На початку Другої світової війни Афганістан чинив опір закликам Москви та Лондона вислати італійський та німецький дипломатичні корпуси. Протягом 1940 і 1941 років існували плани, ініційовані афганським міністром економіки Абдул Маджидом Забулі, щодо приєднання Афганістану до блоку країн Осі в обмін на надання Німеччиною додаткової військової допомоги та доступу до порту Карачі шляхом відторгнення земель від Британської Індії. Крім того, Забулі говорив про «звільнення» 15-мільйонного етнічного афганського населення, яке проживало по той бік кордону. Однак після того, як Радянський Союз перейшов на бік Великої Британії і вони спільно вторглися до Ірану, Афганістан раптово був оточений військами союзників. Зрештою, у жовтні 1941 року він прийняв їхню вимогу про вигнання італійців і німців, хоча невеликий дипломатичний персонал залишився. Афганістан знаходився прямо на демаркаційній лінії запропонованого поділу Азії між Німеччиною та Японією. Наприкінці Другої світової війни німецькі військові передали Афганістану свій арсенал, що залишився, як знак доброї волі за його нейтральну позицію під час війни.

### Повоєнний період
Афганістан став однією з перших країн, яка визнала Федеративну Республіку Німеччина правонаступницею Третього Рейху. Довоєнне співробітництво було відновлено в 1950 році (із Західною Німеччиною), хоча повноцінні офіційні відносини відновилися лише в грудні 1954 року. Гулам Мохаммад Фархад, який був мером Кабула з 1948 року, найняв і привіз західнонімецьких інженерів і продукцію для Кабульської електричної компанії. У 1952 році в Мюнхені було відкрито Афганський культурний офіс. Угода про економічне і технічне співробітництво була підписана між Федеративною Республікою і Королівством 31 січня 1958 року. Відносини тимчасово заморозилися після республіканського перевороту в Афганістані, але були відновлені до 1976 року.
Після радянсько-афганської війни західнонімецькі солдати, дислоковані в Афганістані, залишили країну. Кваліфікований західнонімецький персонал і радники залишили країну в 1980 році, а в 1984 році — викладацький склад. Тим часом Східна Німеччина підтримувала радянську роль в країні і допомагала афганському уряду. Афганістан і Східна Німеччина не мали багато зв'язків після визнання ФРН у 1973 році, але все змінилося за часів афганського комуністичного режиму. Було укладено культурні та економічні угоди, співпрацювали медіа-агенції обох країн. Основа була закладена після візиту афганського лідера Бабрака Кармаля до Східної Німеччини, після якого 21 травня 1982 року було підписано Договір про дружбу і співробітництво. Співпраця між країнами мала особливий фокус на освітній сфері.
У 1985 році загальна сума східнонімецьких пожертв солідарності на користь афганців перевищила 200 мільйонів марок, більшість з яких надійшла від Федерації вільних німецьких профспілок.

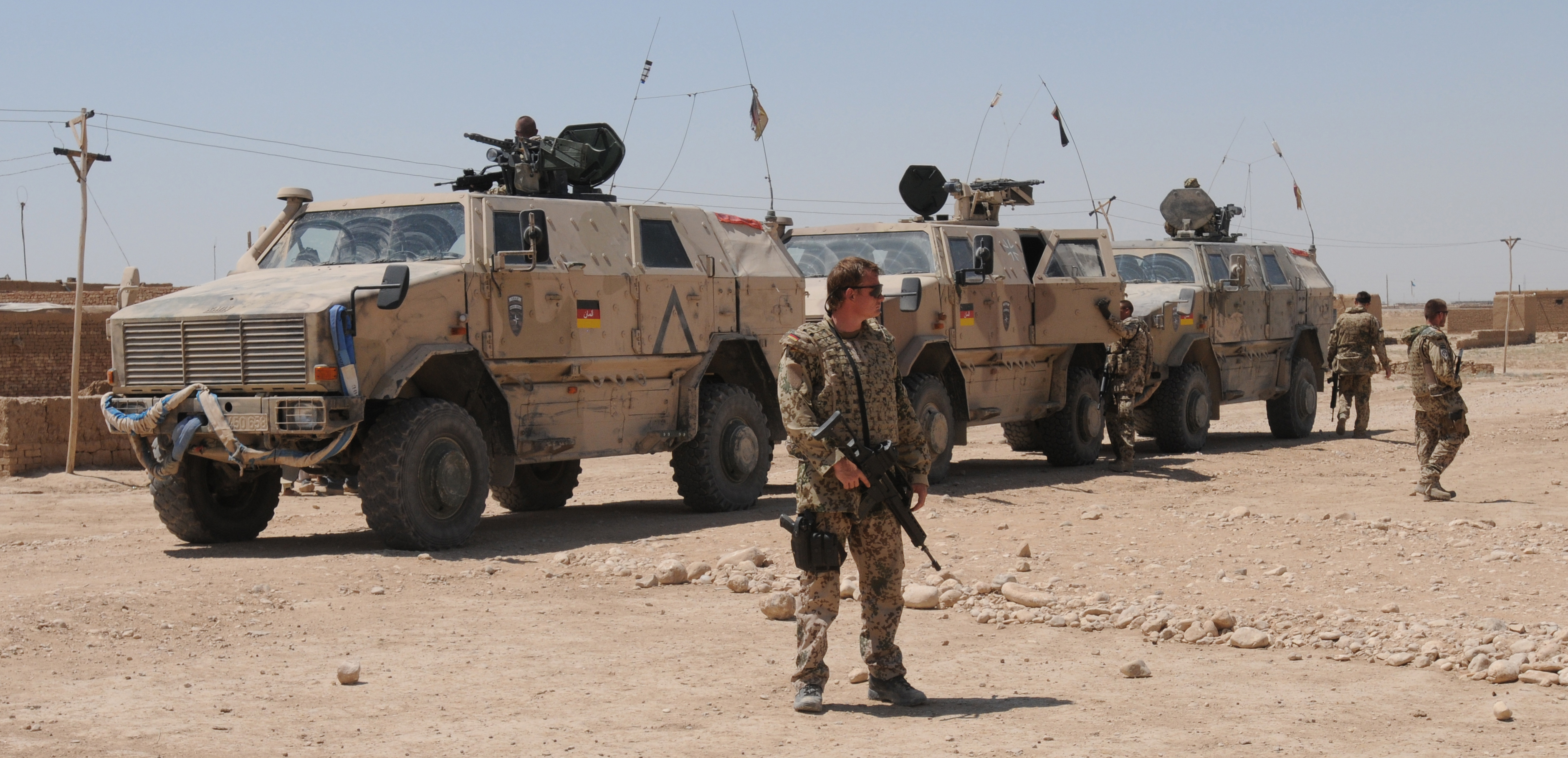
Солдати німецької армії на півночі Афганістану (2009)

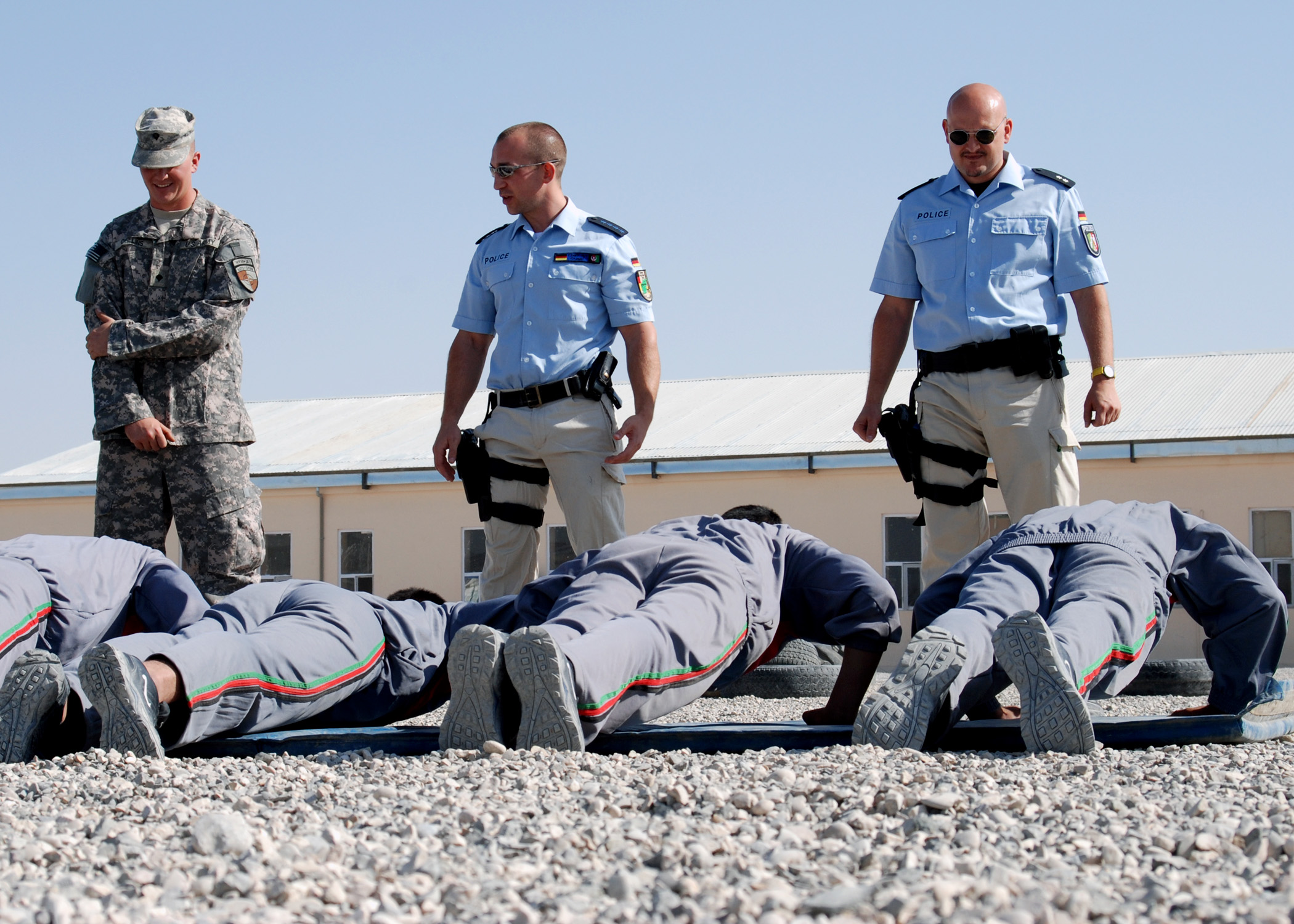
Німецькі поліцейські навчають афганських офіцерів в Афганістані (2010)

Збройні сили Німеччини були частиною місії МССБ в Афганістані з грудня 2001 року. Німеччина приймала Боннську конференцію, яка обрала Хаміда Карзая тимчасовим лідером Афганістану у 2001 році. Наразі Німеччина бере участь у місії з безпеки, здійснюючи військові та відновлювальні заходи в північних районах Афганістану, і є одним з головних донорів Афганістану.
23 грудня 2021 року міністр закордонних справ Німеччини Анналена Бербок попередила, що Афганістан «прямує до найгіршої гуманітарної катастрофи нашого часу», коли основні сектори економіки руйнуються, а понад 24 мільйони людей потребують гуманітарної допомоги. Вона пообіцяла прискорити евакуацію понад 15 000 вразливих афганців, включаючи місцевих афганських співробітників, які працювали на Німеччину, та членів їхніх сімей.

## Книги
- Людвіг В. Адамец: Історичний словник Афганістану, 4-е вид., 2012, ISBN 978-8170493112
- Людвіг В. Адамец: Зовнішні справи Афганістану до середини двадцятого століття: відносини з СРСР, Німеччиною та Британією. Tucson: University of Arizona Press, 1974,ISBN 978-0816504596